# عمرو بن جفنة
عمرو بن جفنة بن عمرو مزيقيا بن عامر ماء السماء الغساني الأزدي، هُوّ شاعر وملِك عربي نصراني من ملوك الغساسنة، كما أنّه ثاني ملوكهم بعد والده جفنة بن عمرو، عاش في القرن الثالث الميلادي وحَكَمَ ما بين سنة 265م وسنة 270م حيثُ استمر حكمه ستة سنوات شكلت فترة ازدهار وتثبيت لقوة الدولة الغسانية في الشام.

## سيرته
هُو عمرو بن جفنة بن عمرو مزيقيا بن عامر ماء السماء بن حارثة الغطريف بن امرؤ القيس بن ثعلبة بن مازن بن الأزد بن الغوث بن مالك بن زيد مناة بن كهلان بن سبأ بن يشجب بن يعرب بن قحطان ثاني ملوك الغساسنة وأوَّل من لبس التاج من ملوكهم في الشام.
بعد موت والده جفنة بن عمرو عام 265م تولى الحكم بعده وخلال فترة حكمه خاض العديد من المعارك مع الروم، وكان دائم الخصام والخِلاف مع أباطرتهم.

### معركة بالعة
في أحد الأيام ذهب عمرو إلى أرضاً اسمها بالعة يحكمها قبيلة بنو سليح العربية (ملحوظة 1) تقع في البلقاء والبلقاء هو الاسم القديم للأردن لدى العرب، وحارثة القضاعي ملك بالعة العربي خرج من أرضه مُسافراً إلى شبه جزيرة العرب، وقد وصلت هذه الأخبار إلى قيصر الروم دقيوس عن كون وجود عمرو في بالعة مع قليل من جنوده وأيضًا سفر الملك حارثة القضاعي لأرض العرب لذا قرر القيصر الغدر بعمرو عن طريق غزو بالعة سراً لقتله وتدمير ملكه، وقد أعد القيصر خطة لذلك وقام بجمع كُلَّ الروم المتواجدين في الأردن وأمر سكان بالعة قبيلة بنو سليح وهم حلفاء للروم بأن يُساعدون الروم على محاربة الغساسنة، فقالوا فُرسان قبيلة بنو سليح: «نغدرُ بإخواننا وقد لجئوا إلينا ولم نرى منهم إلا خيراً ؟!»، فقال لهم رجل منهم: «إنكم بين أمرين: إما قيصر وإما غسان! فكونوا بأجسامكم مع قيصر وبقلوبكم مع غسان.» فقرروا أن يُساعدون الروم على مضضٍ، وقد عَلِمت غسان بالمعركة المنتظرة فتجهزوا لها وفي يوم القِتال التقى الجمعان وكان بنو سليح قد اتفقوا مع بعضهم أنهم لن يُقاتلوا جيداً مع الروم أو يقتلون أحداً من غسان وأن يساعدون الغساسنة على الفوز بطريقة غير مباشرة، وفي هذا مصلحتهم إذ لا يغدرون بإخوانهم العرب ولا يدمرون علاقتهم الجيّدة مع الروم، وكان الغساسنة على علمٍ بهذا الاتفاق.
وبسبب غدر بنو سليح بالروم قاتلوهم الغساسنة وقتلوهم مقتلةً عظيمةً وفازوا عليهم، وبعد قتل الروم وفوز قبيلة غسان قال عمرو بن جفنة في ذلك شِعراً وهو:

### معركة مرج الظباء
بعد معركة بالعة لم تنتهي عداوة عمرو مع الروم، بل زادت فالتقى الغساسنة مع الروم في معركة أُخرى وقعت في مرج الظباء، وفي هذه المعركة كان الروم أكثر من ذي قبل بينما كان بنو جفنة قلة ومن معهم قليل أيضًا ولكنَّ جيش الغساسنة صبروا على كثرتهم واقتتلوا مع الروم قتالاً شديداً  وقد رأى عمرو بن جفنة قلة قومه وازدياد الروم وتكالبهم عليهم وأيضًا إضافةً لعدد الروم الكبير كان يُقاتل إلى جانبهم من العرب أشخاصاً من قبيلة بنو سليح وكنانة (ملحوظة 2) وقبيلة جذام.
وحينما كانت غسان في طريقها للهزيمة في المعركة قام فارس من كنانة يُسمى زيد بن نمر الكناني بالصراخ على العرب قائلاً: «والله تأنف النفوس من هذا!! ما ترون الروم يقتلون غسان ويهدمون بني قحطان ؟! ونحنُ نُسَر بذلك ونعين عليهم! »
وبعد ذلك صرخ الملك عمرو بن جفنة على جيشه: «يا بني جفنة أطيعوني في أمرٍ أُشِير به عليكم، قد افترق عنكم من هولكم وفشت فيكم الجراح وتكالبت العلوج عليكم، والله لأمررن السيف على ودجي قبل أن أولي ظهري أعجمياً!!»، فسأله فرسانه: «فماذا ترى ؟ رأيك يا عمرو ؟»، فأرسل عمرو رسالة إلى قيصر الروم الذي كان يقود الجيش المُقابل يطلب منه الهدنة، فرد عليه القيصر: «لا صلح حتى ترمونَ سلاحكم وتسلموا أنفسكم للبلاء! لنا! »
عندما سمع الغساسنة ذلك أخذتهم عزة النفس والكرامة زاد غضبهم عندما صاح الشاعر والفارس جذع بن سنان الغساني (ملحوظة 3) يحثهم على القِتال والموت في سبيل النصر:
ثُمّ عاد للغساسنة نشاطهم ونهضوا للقتال من جديدٍ واشتد أمرهم على الروم، فأرسل لهم القيصر: «احبسوا أسلحتكم وأسمعوا وأطيعوا!»، فأرسل ملكهم عمرو إلى الروم قائده جذع بن سنان الغساني ليتفاوض معه ويرد عليه، فقال جذع للقيصر عندما وصل له: «نحنُ قومٌ لم تجري علينا طاعةً لأحدٍ غير تبع وكانت علينا وعليكم، ولكن أرى ما أحببتَ غير هذين (يقصد بـ "هذين" السمع والطاعة)»، فاشترط عليه القيصر أن يعطيه كُلِّ غسانيّ ديناراً ذهبي كجزية في موعد محدد كل فترة حيثُ قال له قيصر الروم: «أعطوني ديناراً جزيةً عن كل واحد منكم.» فتصالح الغساسنة مع القيصر على أن يعطوهـ ديناراً عن كل شخصٍ منهم وانتهت المعركة بالسلام بين الجيشين.
بعد ذلك أرسل القيصر رسولاً حتى يأخذ المال الذي جمعه الغساسنة كجزية لأجل القيصر فلمّا أتى ذهب هذا الرسول إلى باب في دمشق فسُميّ هذا الباب بباب الجابية الذي دُفِن عنده أمير المؤمنين معاوية بن أبي سفيان وهذا الباب يحمل ذات الاسم حتى هذا اليوم منذُ القرن الثالث الميلادي.

### حادثة جذع بن سنان الغساني
في السنة التي بعدها كانت ديار الغساسنة قد جدبت أي أصبحت أرضها جافة لا ينبت فيها الزرع وجف منها الماء ولا ينزل عليها مطراً، لذا اضطرت قبيلة غسان على أن ترتحل لفترة إلى أرض أُخرى تُنبت وتزرع فذهبوا في الشتاء إلى وادٍ يُقال له المحفف فمضى الشتاء عليهم هُناك بصعوبةٍ شديدة، وفي ذات الوقت حيثُ كان الغساسنة يُعانون من نقص الطعام والماء والمال أرسل إليهم القيصر رسولاً له عربياً من قبيلة بنو سليح من عشيرة الضجاعم اسمه وسيط بن عوف الضجعمي قام القيصر بإرساله مع أصحابٍ له وكان معه أيضًا 100 رجل رومي من أسياد وأشراف ووجهاء الروم الموجودين في الشام، وقد أرسله القيصر حتى يقوم بجمع الإتاوة (ملحوظة 4)، وأمر القيصر وسيط بن عوف الضجعمي بأن يكون غليظاً فظاً ومُسيئاً، وقال لرجاله قبل أن يذهبوا إلى الغساسنة: «ألقوا بهم الشر بالشر فإن كان شراً كان برؤوسهم، وإن كان خيراً فلنا»، وقد قصد بذلك أن يقوم رجاله بمعاملتهم بالسوء فإذا ما عاملهم الغساسنة بسوء أيضًا فإنهم كانوا يريدون الشر منذُ الأساس سواءً عاملهم الروم بسوء أو غيره وإذا كان الغساسنة يريدون الخير فسيعاملون الروم بالخير رغم سوء معاملتهم وهذا خيرٌ وأمرٌ جيدٌ للروم أي نصحهم بمعاملة العرب بالسوء سواءً كانوا طيبين أو لا.
ذهب وجهاء الروم في الشام إلى ديار الغساسنة بقيادة وسيط بن عوف الضجعمي حيثُ قاموا بزيارة بيت كُلِّ غساني حتى يأخذون منه الدينار الذهبي وتعمدوا أثناء ذلك إهانتهم والإساءة لهم بطرقٍ مباشرة وغير مباشرة، وبعد أن انتهوا من جمع كُلِّ الجزية من الغساسنة كان قد بقيَّ بيت رجل غساني واحد وهُوّ بيت الفارس جذع بن سنان الغساني فذهب وسيط ورجال الروم إلى دارهـ فوجدوه جالساً مع امرأته حيثُ كانت زوجته تقوم بغسل شعرهـ، وكان رأسه مليء بالشيب فقد كان جذع شيخاً عجوزاً وأصمٌ بعض الشيء فعندما شاهده الروم على هذه الحال ضحكوا ولم يسمعهم جذع جيداً ولكنه فهم أنهم يضحكون عليه فأخذ ذلك في نفسه وكتم غيظه، ولمّا سمعت زوجة جذع صوت ضحك رجال الروم ووسيط انتفضت وقامت بتغطية شعرها وأجزاء من وجهها بكم لبسها حتى تستتر عنهم وكانت من أجمل النساء فجعل الروم يحاولون أن يختلسوا النظر إليها لرؤية شيئاً منها بينما كان جذع ينظر لهم، فقال وسيط لزوجته: «أعطيني ما عليكِ، وأتركي جذعاً»، فرد عليه جذع: «يا وسيط، أما ترى ما نحنُ فيه الهُزَالُ ؟! وما بينك وبين الخصب إلا انسلاخ هذا الشهر! فاصبر إلى أن تأخذ»، وقصد جذع بـ «الهُزَالُ» النحف الشديد الذي يُعاني منه بسبب مرضه وسقمه بسبب قلة الأمطار والتغذية، وعنى بالخصب نبات الأرض وإخراجها للمحاصيل والثمار وانسلاخ الشهر أي أنّه بقي شهر على إثمار الزرع وإذا ما نبتت الأرض وباع الثمار ورُزِق بالمال فسيُعطيه إياه، فرد عليه وسيط: «ما أنا بفاعلٌ» إشارةً إلى أنّه لن يرحل بدون قطعة الدينار الذهبية، فقال له جذعٌ: «اصبر أغسل رأسي وأعطيكَ!»، فقال لوسيط رجلٌ من الروم: «دع الكلب يغسل صرفه!»، فقال وسيط لجذع: «والله لئن لم تُعجلنَّ لأخذنَّ بيد امرأتك!!»، عندها قام جذع وترك الغسل وقال: «عليَّ أبي وبني أخي أودي عنهم»، وقصد أنّه يجب أن يدفع المال أيضًا نيابةً عن والده وأبناء أخيه إضافةً إلى نفسه، عندها صرخ يُنادي على والده وأبناء أخيه فظن وسيط ومن معه أنّه ناداهم كما قال لهم لكي يدفعون جزيتهم أيضًا، ثُمّ تركهم جذع بغية مناداة أقاربه فدخل بيته وأخذ سيفه ثُمّ نادى وسيطاً وخدعه وقام بإعطاؤه حذاءً بدلاً من المال وفي ذات الوقت وثب عليه من خلفه وقبض عليه فأخذه إلى خارج البيت وقطع رأسه أمام الروم وأخذ رأسه ورماه على الأرض باتجاه الروم ثُمّ نادى أولاده وأولاد أخيه وقال لهم: «عليكم بأولئك العلوج» فتواثب أقارب جذع على رجال الروم فقتلوهم جميعهم وأخذوا ما معهم من المال الذي جمعوه من الغساسنة، ثُمّ قال: «لا يردُّ الشر إلا الشرَّ» فأصبحت هذه المقولة مثلاً مشهوراً بين العرب.
بعد ذلك نادى جذع مباشرة على الناس وقال لهم أن يأتوا ويأخذ كُلَّ واحدٍ منهم ماله الذي أعطاه للروم ووسيط فأتت الناس وأخذت مالها وأملاكها، وبقيّ الأموال التي كانت مع الروم فأخذ جذع وبنوه هذه الأموال وكساؤهم.

### عودة الحرب
بعد ما فعله جذع ثارت ثائرة الروم وقبيلة بنو سليح بسبب قتل وسيط بهذه الطريقة، واشتعلت نيران الحرب بين غسان والروم، وانضمت قبيلة سليح إلى الروم لأخذ الثأر لوسيط، بينما أتى من شبه الجزيرة العربية الملك حارثة بن ثعلبة العنقاء بن عمرو مزيقيا بن عامر ماء السماء الأزدي ابن عم الملك عمرو مع أبناء أعمامه حتى ينصروا ابن عمهم وحارثة العنقاء هذا هُوّ والد الأوس والخزرج الذين أتى من نسلهم الصحابة الأنصار قبيلتي الأوس والخزرج أهل المدينة المنورة الذين نصروا النبي محمد وأحضر حارثة معه أبناؤه الأوس والخزرج أجداد الأنصار لكي يشاركوا في المعركة، وأيضًا انضم إلى المعركة إلى جانب حارثة بن ثعلبة العنقاء عدد كبير من الأزد لأجل نصرة الغساسنة إضافةً إلى بني جفنة، ولمّا وصلت هذه الأخبار إلى الروم جمعوا جمعاً عظيماً أيضًا، فالتقوا في وادي المحفف واقتتلوا قتالاً شديداً حيثُ كان عمرو بن جفنة الملك قائد جيش الغساسنة ومن جهة أُخرى كان قيصر الروم قائداً عليهم  فانهزمت الروم ولمّا تيقن القيصر هزيمتهم خشيَّ أن يحدث انشقاق ومشاكل في ملكه أكثر وخاف من حدوث فجوة بين رعيته وشعبه فأرسل إلى الغساسنة بعد الهزيمة يقول: «إن الرعية قد ظلمتكم، ولم أعلم بظلمكم حتى الآن» وطلب الصلح معهم فاتفقوا معه على ما يريدون ليتم الصلح فأعطاهم ما يريدون، ومن بعد هذه الحادثة تثبت حكم الغساسنة وقُويت شوكتهم وعَظِم مُلك عمرو بن جفنة.
ويقُولُ رجلٌ من غسان اسمه حبة بن الأسود في هذه المعركة:

### الصلح
تصالح قيصر الروم مع عمرو بن جفنة على أنَّ لغسان مُلك الشام وأنَّ لأشرافهم بالشام ما لأشراف الروم بأرض الروم، وأنّه على الروم إذا ما غزا أحدٌ الغساسنة وديارهم أن ينصرهم الروم بأربعة آلاف فارس وثمانية آلاف جندي من المشاة فأصبحوا حلفاءً للروم، وقد كانت هذه الاتفاقية بين الروم والغساسنة جارية بعد وفاة عمرو بن جفنة بأكثر من 15 سنة ولكن سُرعان ما حدثت الخلافات بينهم وبين الروم مُجدداً.

### الإرث
خلال فترة حكم عمرو قام ببناء عدة آثار أكثرها أديرة. وبعد وفاته أخذ ابنه ثعلبة بن عمرو الملك من بعده ، وقد تعاقب وتناسل ملوك الغساسنة من ذريته حتى آخرهم وهو جبلة بن الأيهم الذي انتهى حكمه بظهور الإسلام وفتح الصحابة للشام حيثُ خلال عشر سنين من موت النبي محمد فقط استطاعوا السيطرة على الشام بأكمله وأنهوا دولة الغساسنة وأخرجوا الروم من الشام بعد أن ملكوا وسيطروا على الشام قروناً طويلة.
وقد ترجم له من المؤرخين ابن سعيد المغربي في كتابه نشوة الطرب في تاريخ جاهلية العرب، وخير الدين الزركلي في الأعلام للزركلي، وعبد الملك بن هشام في التيجان في ملوك حمير ، وغيرهم.

## مُلاحظات
- ملحوظة 1: بنو سليح هُم قبيلة عربية من نسل عمرو بن حلوان بن عمران بن إلحاف بن قضاعة كانوا من نصارى العرب في الجاهلية، كان لهم حكم ومُلك بسيط في بادية الشام قبل الغساسنة وكانوا حلفاء لقياصرة الروم، بعد الإسلام قل عددهم وقلة هبيتهم وقوتهم، وهم اليوم موجودين في الشام ومصر.
- ملحوظة 2: قبيلة كنانة هذه ليست كنانة العدنانية المعروفة بل هُم قومٌ مختلف من قحطان ولا يربطه بالعدنانية إلا تشابه الاسم.
- ملحوظة 3: جذع بن سنان الغساني قائد وشاعر وفارس فاتك جاهلي يدين بالنصرانية ومن قبيلة غسان، اشتهر بفصاحته وشِعره وشجاعته وعزة نفسه وإباؤهـ وفتكه بأعداؤهـ، وعُرِف بعداوته للروم ويهود يثرب (المدينة المنورة) في الجاهلية، وله حكايات كثيرة في كتب الأدباء.
- ملحوظة 4: الإتاوة كما جاء في معاجم اللغة العربية هيّ جزية ودفعة تُعطى لحاكم أو أُمَّة أو دولة كدليل على الخضوع أو كثمنٍ للأمن وهيّ تؤخذ من الناس إجبارياً.